# Kvelertak
Kvelertak est un groupe de black 'n' roll norvégien originaire de Stavanger. Les textes de Kvelertak sont en Norvégien, leur musique est influencée par de nombreux genres de metal. Leur premier album Kvelertak est publié en 2010, et vendu à plus de 15 000 exemplaires en Norvège.

## Biographie

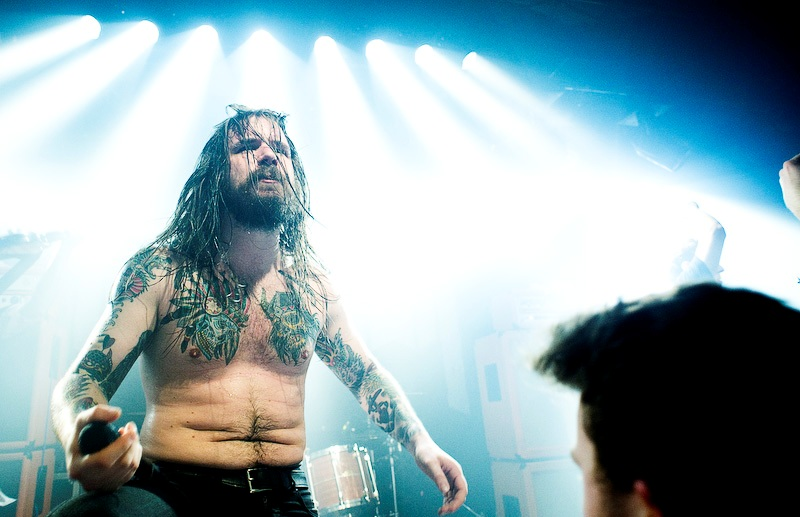
Erlend Hjelvik, ex chanteur du groupe.

Kvelertak est un mot norvégien signifiant « mainmise », « étranglement » ou « étouffement »). Il se forme en 2007 et est originaire de Stavanger, Norvège. Le groupe est composé de Erlend Hjelvik au chant, des guitaristes Vidar Landa, Bjarte Lund Rolland et Maciek Ofstad, du bassiste Marvin Nygaard et de Kjetil Gjermundrød à la batterie. Le membre fondateur et chanteur principal Erlend Hjelvik a quitté le groupe en 2018, étant remplacé par Ivar Nikolaisen. Le groupe a confirmé le remplacement de son batteur Kjetil Gjermundrød par Håvard Takle Ohr depuis l’enregistrement de l’album Splid en août 2019
Le groupe débute avec la démo Westcoast Holocaust et jouent de nombreux concerts lors de festivals au Danemark et en Hollande. Fin 2009, ils signent un contrat avec le label Indie Recordings et prennent contact avec Kurt Ballou (Converge) pour produire leur premier album.
Le premier album Kvelertak du groupe éponyme est publié en 2010, et vendu à plus de 15 000 exemplaires en Norvège. La pochette de l'album est réalisée par John Baizley (Baroness). Leur second album, Meir, est sorti en mars 2013.
Le troisième album du groupe, Nattesferd, est publié le 13 mai 2016. Suivra un quatrième album, Splid le 14 février 2020 puis, le 8 septembre 2023, le groupe sort sont 5ème album: Endling.

## Style musical
Le métal de Kvelertak est influencé notamment par le hardcore et le rock des années 70, ainsi que nombreux styles de metal tels que le heavy traditionnel, le black metal, le thrash, le stoner, ou bien le sludge à la Baroness. Ce mélange singulier crée l'unicité du style de Kvelertak, « un style polymorphe, novateur et surprenant ».

## Membres

### Membres actuels
- Ivar Nikolaisen – chant
- Vidar Landa – guitare, piano
- Bjarte Lund Rolland – guitare
- Maciek Ofstad – guitare, chant
- Marvin Nygaard – basse
- Håvard Takle Ohr – batterie

### Anciens membres
- Erlend Hjelvik – chant
- Anders Mosness – guitare
- Kjetil Gjermundrød – batterie

## Discographie

### Singles
- 2010 : Mjød
- 2010 : Blodtørst
- 2013 : Bruane Brenn
- 2016 : 1985
- 2016 : Berserkr
- 2019 : Bråtebrann
- 2020 : Crack of Doom (feat. Troy Sanders)

### Démos
- 2007 : Westcoast Holocaust[14]